# Fährverbindung Großenbrode–Gedser
| VT 12 als Kopenhagen-Expreß beim Verlassen des Fährschiffs Theodor Heuss in Gedser im Dezember 1959                                    |                      |                            |                            |
| Spurweite: | 1435 mm (Normalspur) |                            |                            |
| |                      |                            |                            |
| \| \| \| von Lübeck \| \| \| \| Großenbrode Kai \| \| \| \| Trajekt Großenbrode–Gedser \| \| \| \| Gedser \| \| \| \| nach Nykøbing \| |                      |                            |                            |
| Strecke (außer Betrieb) |                      | von Lübeck                 | von Lübeck                 |
| Dienststation / Betriebs- oder Güterbahnhof (Strecke außer Betrieb)                                                                    |                      | Großenbrode Kai            | Großenbrode Kai            |
| Eisenbahnfähre (Strecke außer Betrieb)                                                                                                 |                      | Trajekt Großenbrode–Gedser | Trajekt Großenbrode–Gedser |
| Dienststation / Betriebs- oder Güterbahnhof (Strecke außer Betrieb)                                                                    |                      | Gedser                     | Gedser                     |
| Strecke (außer Betrieb) |                      | nach Nykøbing              | nach Nykøbing              |

Die Fährverbindung Großenbrode–Gedser war eine Eisenbahnfährverbindung zwischen Großenbrode Kai in der Bundesrepublik Deutschland und Gedser in Dänemark. In Deutschland war diese Fährverbindung an die Bahnstrecke Lübeck–Großenbrode angeschlossen, in Dänemark an die Bahnstrecke Nykøbing–Gedser. Sie bestand zwischen 1951 und 1963, bis zur Eröffnung der Fehmarnsundbrücke und der zeitgleich beginnenden neuen Fährverbindung Fährhafen Puttgarden–Rødbyhavn/Dänemark.

## Geschichte und Betrieb
Als nach dem Zweiten Weltkrieg und der Teilung Deutschlands die Eisenbahnfähre Warnemünde–Gedser für Verkehr aus der Bundesrepublik Deutschland nicht mehr nutzbar war, wurde 1951 als provisorische Lösung bis zum Bau der Vogelfluglinie die Eisenbahnfährverbindung von Großenbrode Kai nach Gedser eingerichtet. Eine Einigung zwischen Deutschland und Dänemark kam darüber am 31. Januar 1951 zustande. Diese Übergangslösung bot sich an, weil dies gegenüber anderen Ausgangshäfen in der Bundesrepublik Deutschland wie Kiel oder Travemünde die kürzeste Fährstrecke war und in Großenbrode Militäranlagen aus dem Zweiten Weltkrieg nachgenutzt werden konnten. Zusätzlich musste die erforderliche Eisenbahninfrastruktur errichtet werden, unter anderem eine Umgehungskurve bei Lütjenbrode an der Bahnstrecke Neustadt–Heiligenhafen–Großenbrode Fähre.
Am 15. Juli 1951 konnte der Betrieb aufgenommen werden. Gegenüber der bis dahin genutzten Verbindung über den Großen Belt verkürzte sich die Fahrzeit von Schnellzügen um eine, die von Güterzügen um sechs Stunden. Dabei kam anfangs das 1922 gebaute, aber modernisierte Fährschiff Danmark zum Einsatz, das abwechselnd von Gedser aus Großenbrode und Warnemünde anlief. Unterstützt wurde es von der Prins Christian, die 1903 für die Verbindung Warnemünde–Gedser gebaut worden war, seit 1923 auf dem Öresund und seit 1945 auf dem Großen Belt zwischen Korsør und Nyborg im Einsatz war. Beide Schiffe hatten jeweils nur ein Stellgleis, so dass ausschließlich Güterwagen das Trajekt nutzten; die Reisenden mussten in Großenbrode Kai und in Gedser zwischen Schiff und Zug umsteigen. Dazu wurde von der DB das Zugpaar Dt 923/924 Hamburg–Großenbrode Kai eingelegt. Diese Leistung wurde von einem Dieseltriebwagen der Baureihe VT 33 erbracht.
Die von der Deutschen Bundesbahn (DB) bei der Eröffnung der neuen Fährverbindung 1951 in Auftrag gegebene Deutschland wurde bei den Howaldtswerken in Kiel gebaut und hatte drei Gleise. Sie wurde am 9. Mai 1953 in Dienst gestellt. Der Betrieb erforderte seetüchtiges Eisenbahnpersonal, das die DB auch in den eigenen Reihen suchte. Statt bisher einer Fahrt je Richtung und Tag waren nun drei möglich. In Großenbrode Kai wurde ein zweiter Anleger gebaut. An diesem musste das Schiff mit dem Heck anlegen. In Gedser wurde der vorhandene Anleger auf drei Gleise erweitert, hier konnte nur mit dem Bug angelegt werden. Deshalb dauerte die Fahrt von Gedser nach Großenbrode länger als in der Gegenrichtung, weil die Schiffe jeweils nach dem Ablegen in Gedser und vor dem Anlegen in Großenbrode gedreht werden.
Durch die Erhöhung der Kapazität konnten nun auch Reisezugwagen trajektiert werden. Dadurch wurden eine Reihe Verbindungen nach Skandinavien über Großenbrode–Gedser möglich, im Schnitt wurden je Tag und Richtung 29 Reisezugwagen trajektiert:
- Italien-Skandinavien-Express mit Kurswagen von Rom nach Stockholm (in der Gegenrichtung: Skandinavien-Italien-Express);
- Alpen-Express von Rom nach Kopenhagen;
- Skandinavien-Holland-Expess Kopenhagen Hoek van Holland
- Hamburg-Express, Kopenhagen – Hamburg, mit Kurswagen nach Rijeka und Ancona

Im Sommer 1954 wurde die Dronning Ingrid vom Großen Belt zur Fährverbindung Großenbrode–Gedser umgesetzt. Ab Ende 1954 wurde sie aber durch die von der DSB neu gebaute Kong Frederik IX abgelöst. Von der DB war seit 1955 ein weiteres Schiff bei den Kieler Howaldtswerken in Auftrag gegeben worden. Am 6. November 1957 konnte die nach dem ersten deutschen Bundespräsidenten benannte Theodor Heuss in Dienst gestellt werden. Sie wies ebenso wie die Deutschland ein Eisenbahnfährdeck mit drei Gleisen auf. Zusätzlich besaß sie aber ein zweites Deck, auf dem 75 Pkw befördert werden konnten.
Trotz zusätzlicher Schiffe und der damit gestiegenen Anzahl an Schiffskursen konnte der Bedarf nicht gedeckt werden. Das war nur durch den Bau weiterer Schiffe oder die Verkürzung der Fährstrecke möglich, um so bei gleicher Anzahl von Schiffen mehr Kurse am Tag fahren zu können. Die Beteiligten entschieden sich für letzteres und nahmen die 1910 vorgeschlagene Vogelfluglinie über Fehmarn in Angriff. 1958 wurde ein entsprechender Staatsvertrag geschlossen. Am 14. Mai 1963 wurde die neue Verbindung eröffnet, die Fährverbindung Großenbrode–Gedser am selben Tag eingestellt.

## Eingesetzte Schiffe

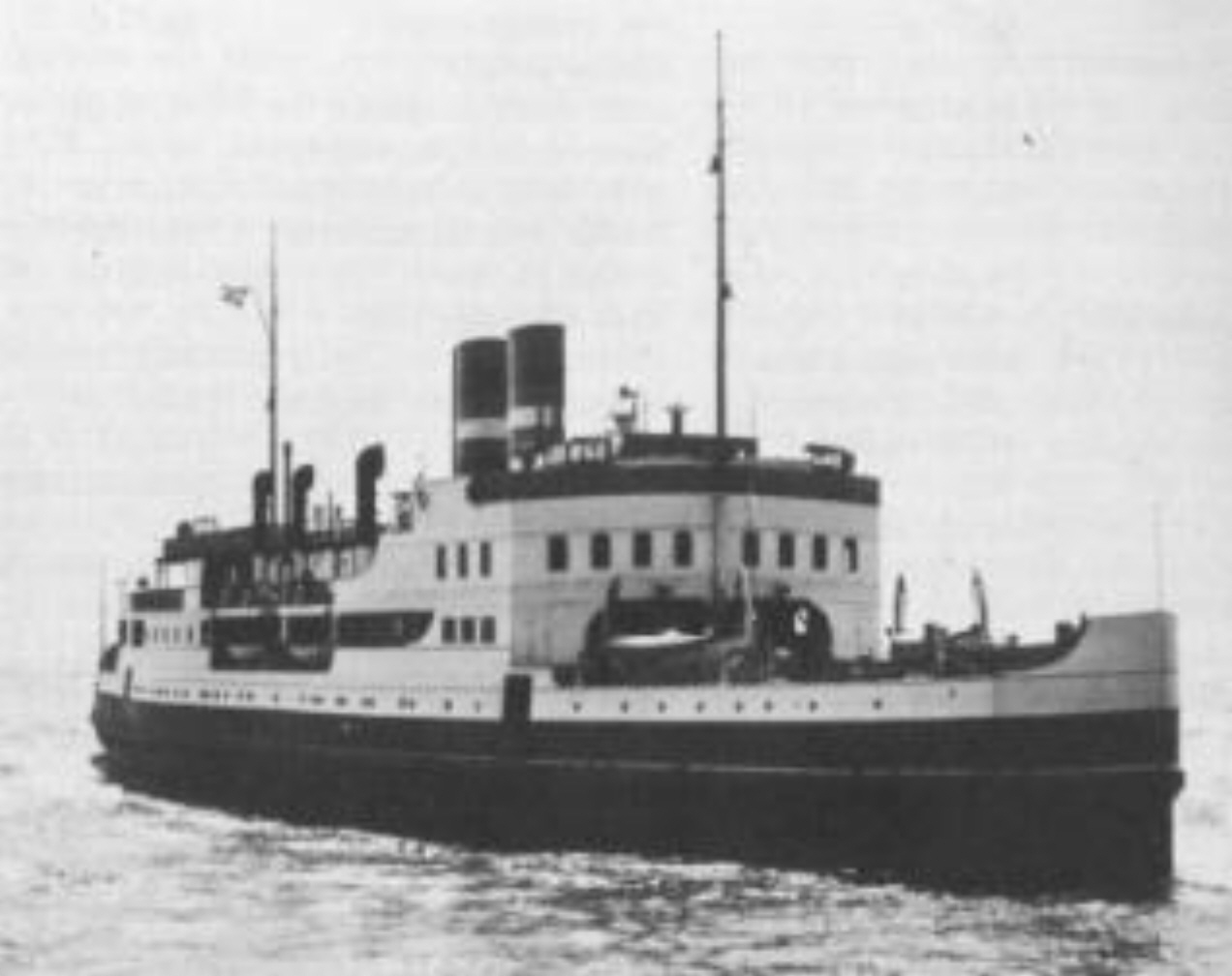
dän. Dampffähre Danmark 1951–1963
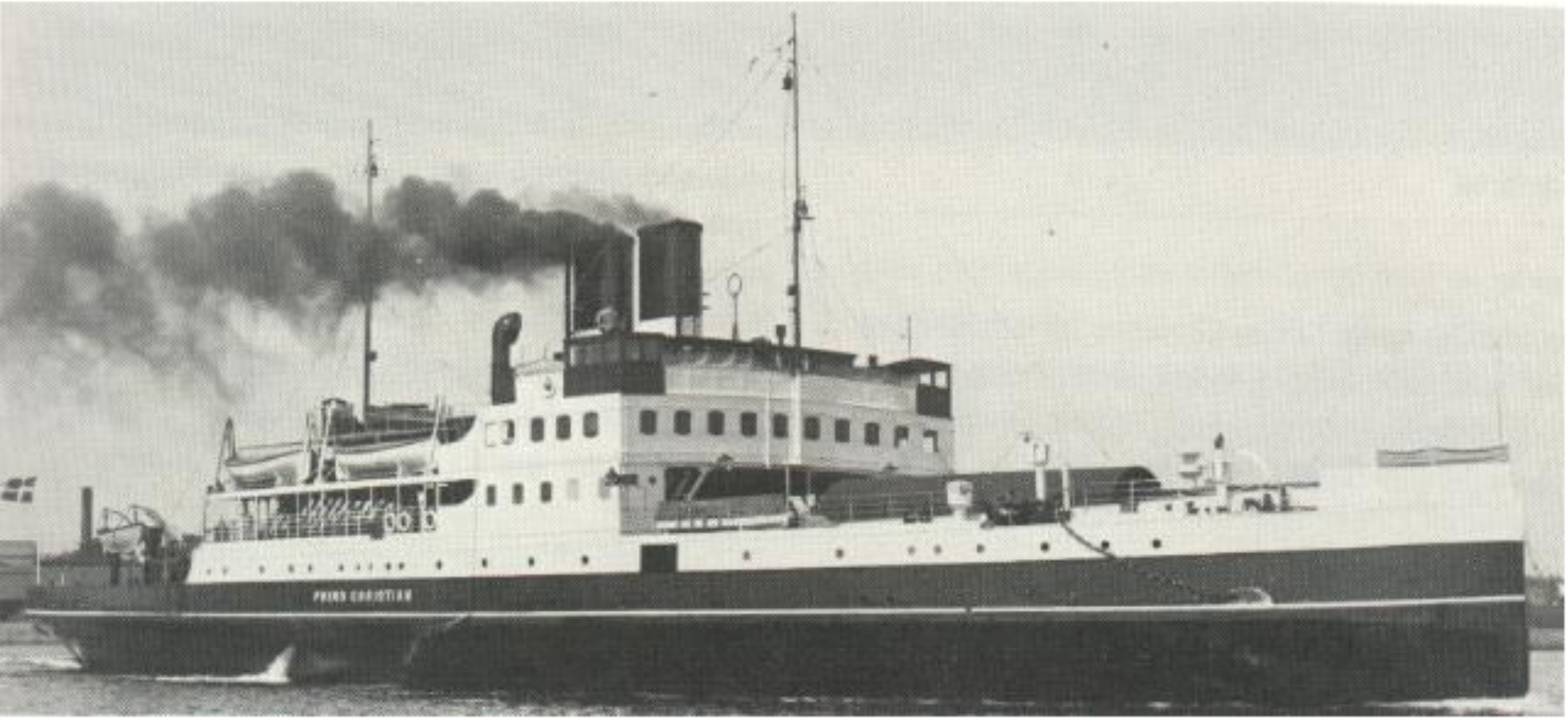
dän. Dampffähre Prins Christian 1951–1954
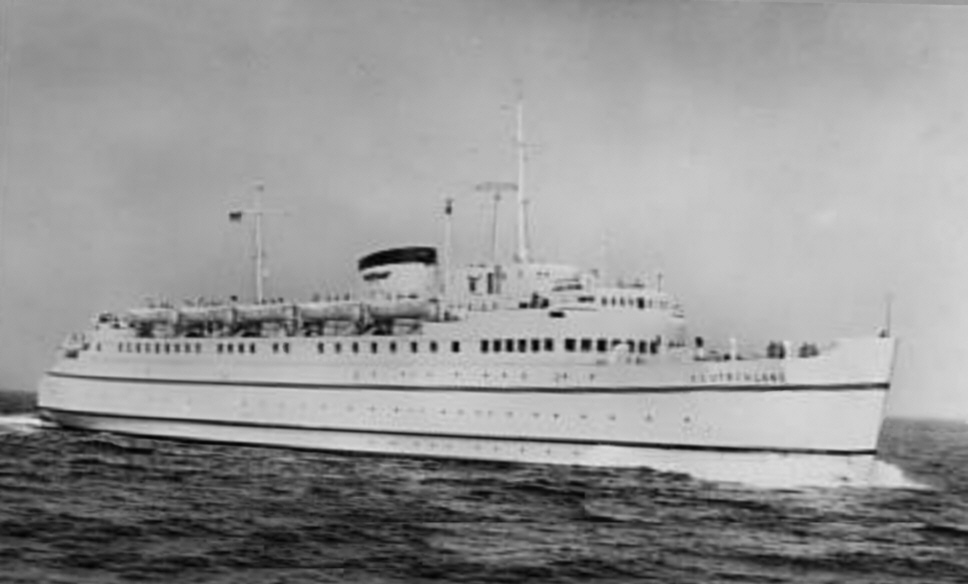
dt. Fährschiff Deutschland 1953–1963
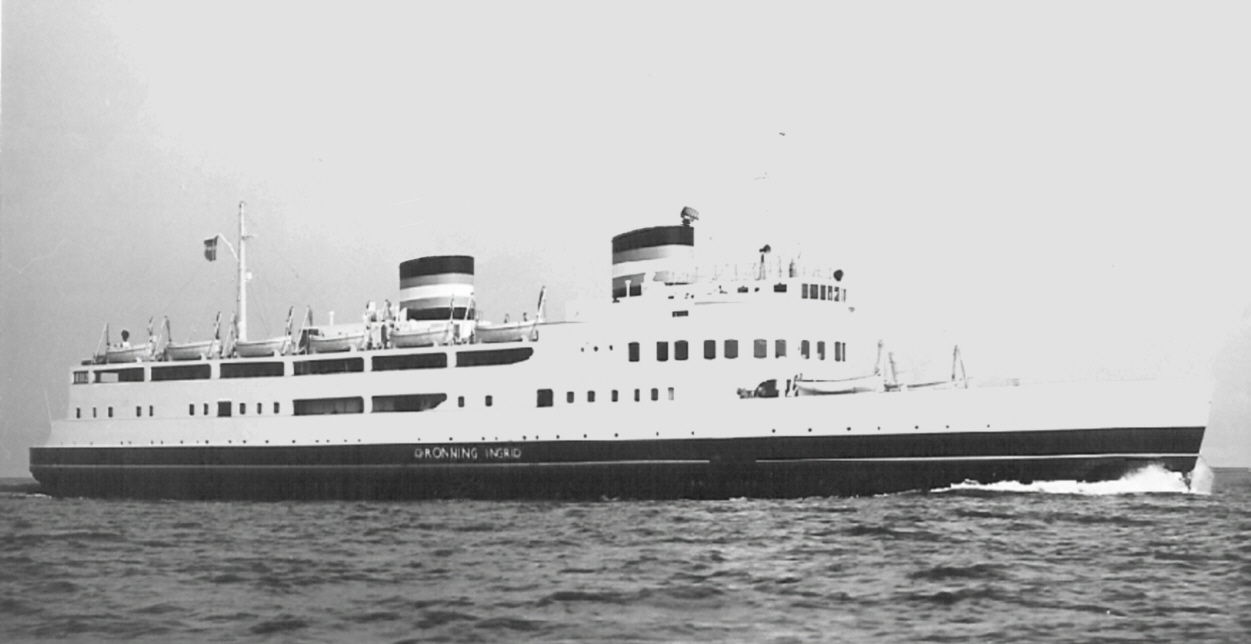
dän. Fährschiff Dronning Ingrid 1954–1963
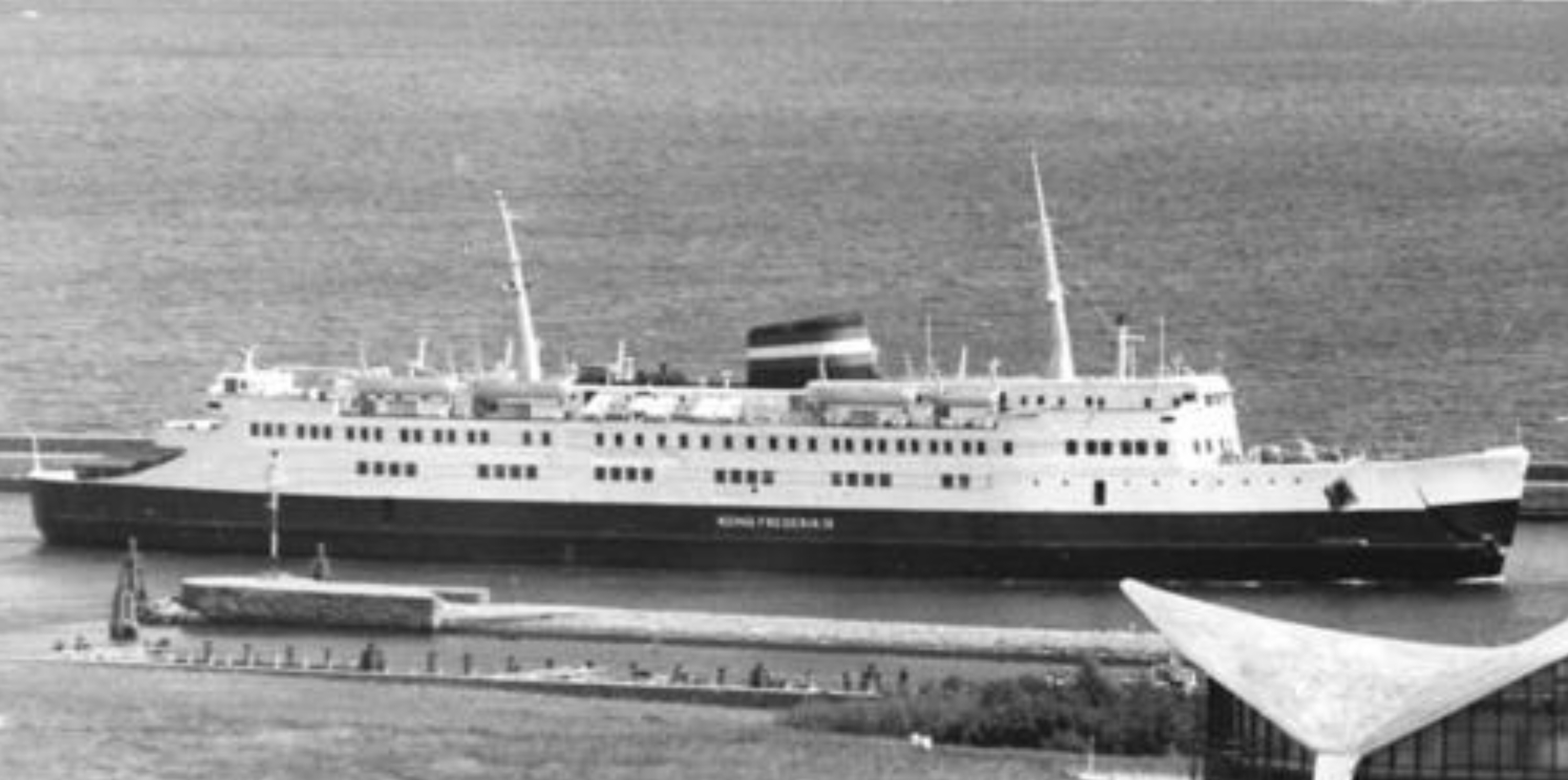
dän. Fährschiff Kong Frederik IX 1954–1963
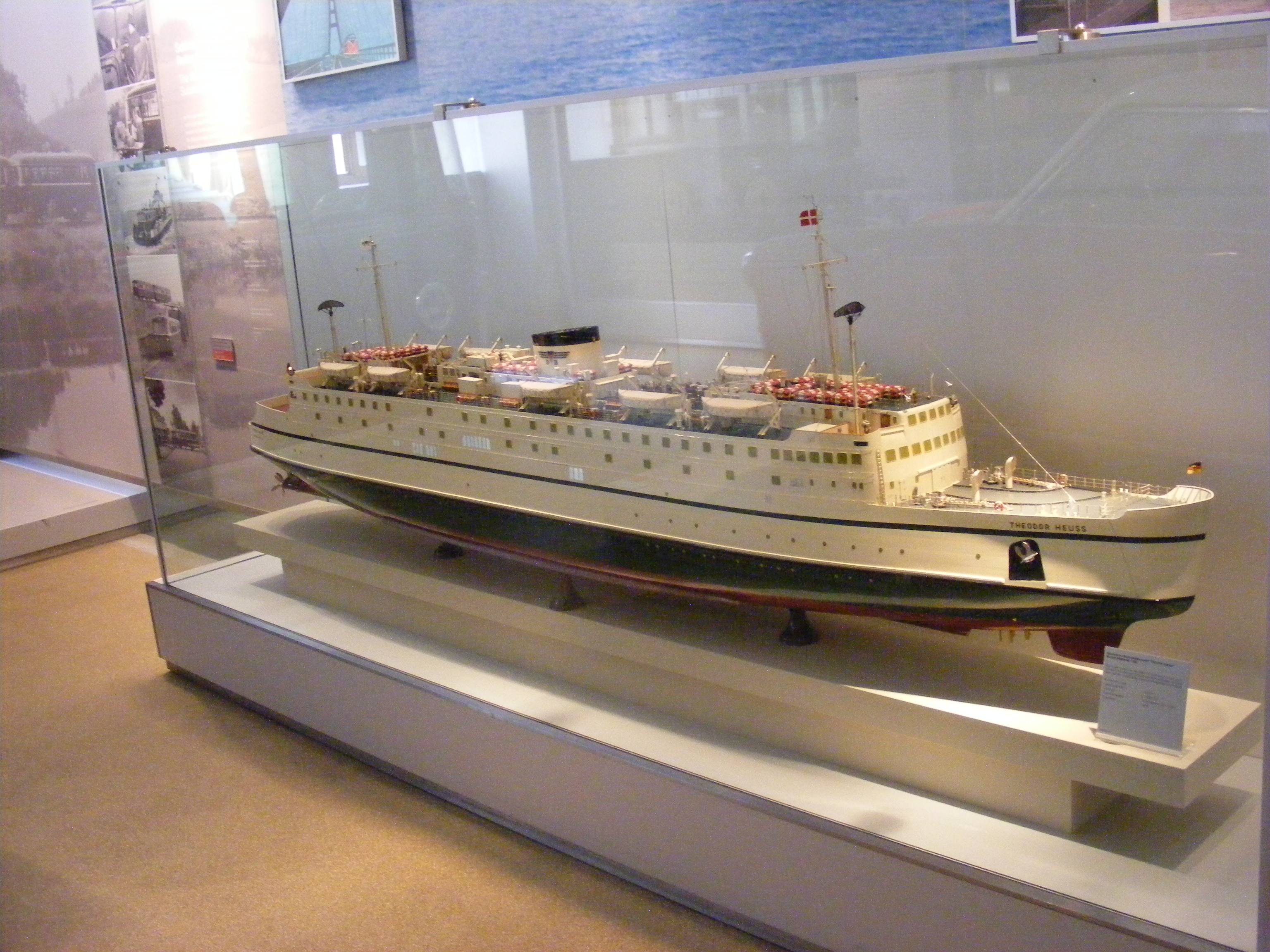
dt. Fährschiff Theodor Heuss 1957–1963

| Name             | Einsatzzeit | Reeder | Baujahr (Umbau) | Vermessung | Länge   | Gleislänge gesamt (Gleise) | Weiterverwendung                                  |
| ---------------- | ----------- | ------ | --------------- | ---------- | ------- | -------------------------- | ------------------------------------------------- |
| Danmark          | 1951–1963   | DSB    | 1922 (1947)     | 2.915 BRT  | 102 m   | 157 m (2)                  | bis 1968 Gedser–Warnemünde                        |
| Prins Christian  | 1951–1953   | DSB    | 1903 (1923)     | 1.824 BRT  | 89,50 m | 129 m (2)                  | abgewrackt 1955                                   |
| Deutschland      | 1953–1963   | DB     | 1953            | 3.863 BRT  | 115 m   | 256 m (3)                  | bis 1972 Puttgarden–Rødbyhavn                     |
| Dronning Ingrid  | 1954–1963   | DSB    | 1951            | 3.046 BRT  | 110 m   | 258 m (3)                  | bis 1983 Gedser–Warnemünde (ab 1979 als Sjælland) |
| Kong Frederik IX | 1954–1963   | DSB    | 1954            | 4.084 BRT  | 114 m   | 259 m (3)                  | bis 1993 Gedser–Warnemünde                        |
| Theodor Heuss    | 1957–1963   | DB     | 1957            | 5.583 BRT  | 136 m   | 318 m (3)                  | bis 1997 Puttgarden–Rødbyhavn                     |